# Scymnus nigrinus
Scymnus nigrinus es una especie de escarabajo del género Scymnus,  familia Coccinellidae. Fue descrita científicamente por Kugelann en 1794.
Se distribuye por Europa. Mide 2-2,8 milímetros de longitud. Vive en coníferas, especialmente en pinos (Pinus).